# 日光的神社與寺院
日光的神社與寺院，是指存在於日本栃木縣日光市的神社與寺院的總稱。1999年12月2日被聯合國教科文組織指定為世界遺產。

## 簡介
於1616年，德川家康的靈廟，即日光東照宮開始興建。此後，日光一地就成為了德川家族及幕府的聖地。之後，在1636年，東照宮又進行了大規模的翻修，才形成了現在的規模。接著還興建了德川幕府第三代將軍，也就是德川家光的靈廟，即今大猷院。
此外，自8世紀以來，日光是以男體山為中心的山嶽信仰聖地。在男體山的山麓及附近的中禪寺湖有許多的神社及寺院存在。其中，建築最為壯觀華麗的是二荒山神社及輪王寺，由於幕府的大力經營，建築物上的雕刻非常細緻。

## 登錄範圍
- 日光東照宮
- 日光二荒山神社
- 日光山輪王寺

共計103棟建築。由於包含範圍總共有兩座神社及一座寺院，也被當地的人暱稱為「二社一寺」。

## 登錄基準
日光的神社與寺院因符合下列的標準而被登錄為世界文化遺產：
- (i) 代表了人類創造精神的傑作。
- (iv) 突出地代表了某一類建築或技術的，並且展示了人類歷史上的某一段或幾段非常重要的時期。
- (vi) 直接或明確地同某些具有突出的、普世的價值的事件、現實的傳統、思想、信仰、文化作品或文藝作品相聯繫

## 外部連結
- http://www.mct.gr.jp/world_h/ （页面存档备份，存于）
- 日光市公所的介紹網頁